# 涅韋爾
56°01′N 29°56′E / 56.017°N 29.933°E
涅韋爾（俄语：Не́вель）是俄羅斯普斯科夫州南部的一個城市，位於涅韋爾湖畔。距普斯科夫東南242公里。2002年人口18,545人。
首次見於伊凡四世的遺囑，後為波蘭立陶宛聯邦所佔，1772年劃歸俄罗斯帝国並建市。